# 本多忠穆
本多 忠穆（ほんだ ただひこ）は、江戸時代後期の伊勢国神戸藩の世嗣。

## 略歴
越後国新発田藩主・溝口直諒の六男として誕生。
安政3年（1856年）8月28日、神戸藩6代藩主・本多忠寛の養子となる。しかし、同年9月22日、家督相続前に早世した。享年27。代わって、出羽国新庄藩から忠貫が養子に迎えられ、嫡子となった。

## 系譜
- 父：溝口直諒（1799-1858）
- 母：不詳
- 養父：本多忠寛（1827-1885）
- 室：不詳
  - 長男：松平乗恵 - 求馬介。大給松平氏の大身旗本松平乗弼[1]の養嗣子。幕府御使番。
  - 次女：熾仁親王妃董子（1855-1923） - 栄姫。忠穆兄の溝口直溥の養女として有栖川宮熾仁親王妃
  - 三女：徳川広子 - 溝口直溥の養女として紀伊国和歌山藩主（紀州徳川家）徳川茂承後妻